# Stanko Poklepović
Stanko „Špaco“ Poklepović (* 19. April 1938 in Split, Königreich Jugoslawien; † 24. Dezember 2018) war ein jugoslawischer bzw.  kroatischer Fußballspieler und -trainer.

## Karriere
Als Spieler lief er für RNK Split und Jadran Kaštel Sućurac auf, bevor er als Trainer in der Jugendabteilung von Hajduk Split begann. Seine Stationen im Profifußball waren Hajduk Split, Budućnost Titograd und Borac Banja Luka. Nach dem Zerfall Jugoslawiens trainierte er sowohl Vereins- als auch Nationalmannschaften in vielen Ländern und feierte zahlreiche Erfolge, u. a. den Sieg im letzten gemeinsamen Pokalwettbewerb aller jugoslawischen Teilrepubliken 1991, die erste kroatische Meisterschaft 1992, zwei Meisterschaften im Iran und den kroatischen Pokal 1999 mit NK Osijek und 2010 mit Hajduk Split.
Ab dem 12. Februar 2010 trainierte er Hajduk Split. Am 28. Oktober 2010, dem 60. Geburtstag der Torcida Split, wurde Stanko Poklepović entlassen und durch den Trainer der Jugendmannschaft Goran Vučević ersetzt. Ab dem 19. Februar 2015 war er erneut der Trainer von Hajduk Split.